# 天下の伊賀越 暁の血戦
『天下の伊賀越 暁の血戦』（てんかのいがごえ あかつきのけっせん）は、1959年（昭和34年）10月11日公開の日本映画である。東映製作・配給。監督は松田定次、主演は市川右太衛門。カラー、東映スコープ、92分。
日本三大仇討ちの一つといわれる鍵屋の辻の決闘をオールキャストで描いた作品。

## スタッフ
- 監督：松田定次
- 脚本：中山文夫
- 企画：坂巻辰男、田口直也
- 撮影・編集：川崎新太郎
- 音楽：富永三郎
- 美術：鈴木孝俊
- 照明：田辺憲一

## キャスト
- 荒木又右衛門：市川右太衛門

- 池田宮内少輔忠雄：里見浩太朗
- 渡辺数馬：北大路欣也
- 川合又五郎：岡田英次

- ゆみ：丘さとみ
- お新：花園ひろみ
- みね：長谷川裕見子

- 孫右衛門：加賀邦男
- 星合郎団四郎：阿部九洲男
- 藤堂和泉守：徳大寺伸
- 松平伊豆守：香川良介
- 桜井半兵衛：戸上城太郎
- 蜂屋九郎：富田仲次郎
- 武右衛門：渡辺篤
- 佐七：佐々十郎
- 紺次郎：大村崑
- 安堂次右衛門：吉田義夫
- 川合半左衛門：御橋公
- 荒尾但馬：明石潮
- 寺西紋太夫：高松錦之助
- 久世三四郎：上代悠司
- 喜右衛門：団徳麿
- 室賀甚四郎：五味勝之介
- 渡辺左二兵衛：南方英二
- 荒川頼平：小田部通麿
- 兼松又四郎：月形哲之介
- 横田備中守：有馬宏治

- 波辺靭負：大河内傳次郎
- 阿部四郎五郎：山形勲
- 川合甚左衛門：月形龍之介

- 本多大内記：大川橋蔵
- 柳生飛騨守宗冬：大友柳太朗